# 9.ª etapa del Tour de Francia 2021
La 9.ª etapa del Tour de Francia 2021 tuvo lugar el 4 de julio de 2021 entre Cluses y Tignes sobre un recorrido de 144,9 km y fue ganada por el australiano Ben O'Connor del equipo AG2R Citroën. El esloveno Tadej Pogačar consiguió mantener el liderato.

## Clasificación de la etapa
| Cluses - Tignes | etapa de montaña | (144,9 km) |

| \| Clasificación de la etapa \| Clasificación de la etapa \| Clasificación de la etapa \| Clasificación de la etapa \| Clasificación de la etapa \| \| Ciclista \| Ciclista \| Equipo \| Tiempo \| \| \| ------------------------- \| ------------------------- \| ------------------------- \| ------------------------- \| ------------------------- \| \| 1.º \| Ben O'Connor \| AG2R Citroën Team \| 4 h 26 min 43 s \| \| \| 2.º \| Mattia Cattaneo \| Deceuninck-Quick Step \| + 5 min 07 s \| \| \| 3.º \| Sonny Colbrelli \| Bahrain Victorious \| + 5 min 34 s \| \| \| 4.º \| Guillaume Martin \| Cofidis \| + 5 min 36 s \| \| \| 5.º \| Franck Bonnamour \| B&B Hotels p/b KTM \| + 6 min 02 s \| \| \| 6.º \| Tadej Pogačar \| UAE Team Emirates \| + 6 min 02 s \| \| \| 7.º \| Richard Carapaz \| Ineos Grenadiers \| + 6 min 34 s \| \| \| 8.º \| Jonas Vingegaard \| Jumbo-Visma \| + 6 min 34 s \| \| \| 9.º \| Enric Mas \| Movistar Team \| + 6 min 34 s \| \| \| 10.º \| Rigoberto Urán \| EF Education-Nippo \| + 6 min 34 s \| \| |                  |                       |                 |
| |                  |                       |                 |
| Fuente: ProCyclingStats |                  |                       |                 |
| Clasificación de la etapa |                  |                       |                 |
| Ciclista | Ciclista         | Equipo                | Tiempo          |
| 1.º | Ben O'Connor     | AG2R Citroën Team     | 4 h 26 min 43 s |
| 2.º | Mattia Cattaneo  | Deceuninck-Quick Step | + 5 min 07 s    |
| 3.º | Sonny Colbrelli  | Bahrain Victorious    | + 5 min 34 s    |
| 4.º | Guillaume Martin | Cofidis               | + 5 min 36 s    |
| 5.º | Franck Bonnamour | B&B Hotels p/b KTM    | + 6 min 02 s    |
| 6.º | Tadej Pogačar    | UAE Team Emirates     | + 6 min 02 s    |
| 7.º | Richard Carapaz  | Ineos Grenadiers      | + 6 min 34 s    |
| 8.º | Jonas Vingegaard | Jumbo-Visma           | + 6 min 34 s    |
| 9.º | Enric Mas        | Movistar Team         | + 6 min 34 s    |
| 10.º | Rigoberto Urán   | EF Education-Nippo    | + 6 min 34 s    |

## Clasificaciones al final de la etapa

### Clasificación general(Maillot Jaune)
| \| Clasificación general \| Clasificación general \| Clasificación general \| Clasificación general \| Clasificación general \| \| Ciclista \| Ciclista \| Equipo \| Tiempo \| \| \| --------------------- \| --------------------- \| --------------------- \| --------------------- \| --------------------- \| \| 1.º \| Tadej Pogačar \| UAE Team Emirates \| 34 h 11 min 10 s \| \| \| 2.º \| Ben O'Connor \| AG2R Citroën Team \| + 2 min 01 s \| \| \| 3.º \| Rigoberto Urán \| EF Education-Nippo \| + 5 min 18 s \| \| \| 4.º \| Jonas Vingegaard \| Jumbo-Visma \| + 5 min 32 s \| \| \| 5.º \| Richard Carapaz \| Ineos Grenadiers \| + 5 min 33 s \| \| \| 6.º \| Enric Mas \| Movistar Team \| + 5 min 47 s \| \| \| 7.º \| Wilco Kelderman \| Bora-Hansgrohe \| + 5 min 58 s \| \| \| 8.º \| Alexéi Lutsenko \| Astana-Premier Tech \| + 6 min 12 s \| \| \| 9.º \| Guillaume Martin \| Cofidis \| + 7 min 02 s \| \| \| 10.º \| David Gaudu \| Groupama-FDJ \| + 7 min 22 s \| \| |                  |                     |                  |
| |                  |                     |                  |
| Fuente: ProCyclingStats |                  |                     |                  |
| Clasificación general |                  |                     |                  |
| Ciclista | Ciclista         | Equipo              | Tiempo           |
| 1.º | Tadej Pogačar    | UAE Team Emirates   | 34 h 11 min 10 s |
| 2.º | Ben O'Connor     | AG2R Citroën Team   | + 2 min 01 s     |
| 3.º | Rigoberto Urán   | EF Education-Nippo  | + 5 min 18 s     |
| 4.º | Jonas Vingegaard | Jumbo-Visma         | + 5 min 32 s     |
| 5.º | Richard Carapaz  | Ineos Grenadiers    | + 5 min 33 s     |
| 6.º | Enric Mas        | Movistar Team       | + 5 min 47 s     |
| 7.º | Wilco Kelderman  | Bora-Hansgrohe      | + 5 min 58 s     |
| 8.º | Alexéi Lutsenko  | Astana-Premier Tech | + 6 min 12 s     |
| 9.º | Guillaume Martin | Cofidis             | + 7 min 02 s     |
| 10.º | David Gaudu      | Groupama-FDJ        | + 7 min 22 s     |

### Clasificación por puntos(Maillot Vert)
| Clasificación por puntos | Clasificación por puntos | Clasificación por puntos | Clasificación por puntos | Clasificación por puntos |
| Ciclista                 | Ciclista                 | Equipo                   | Puntos                   |                          |
| ------------------------ | ------------------------ | ------------------------ | ------------------------ | ------------------------ |
| 1.º                      | Mark Cavendish           | Deceuninck-Quick Step    | 168 pts                  |                          |
| 2.º                      | Michael Matthews         | BikeExchange             | 130 pts                  |                          |
| 3.º                      | Sonny Colbrelli          | Bahrain Victorious       | 121 pts                  |                          |
| 4.º                      | Jasper Philipsen         | Alpecin-Fenix            | 102 pts                  |                          |
| 5.º                      | Julian Alaphilippe       | Deceuninck-Quick Step    | 99 pts                   |                          |
| 6.º                      | Nacer Bouhanni           | Arkéa-Samsic             | 99 pts                   |                          |
| 7.º                      | Tadej Pogačar            | UAE Team Emirates        | 89 pts                   |                          |
| 8.º                      | Peter Sagan              | Bora-Hansgrohe           | 72 pts                   |                          |
| 9.º                      | Matej Mohorič            | Bahrain Victorious       | 62 pts                   |                          |
| 10.º                     | Kasper Asgreen           | Deceuninck-Quick Step    | 50 pts                   |                          |

### Clasificación de la montaña(Maillot à Pois Rouges)
| Clasificación de la montaña | Clasificación de la montaña | Clasificación de la montaña | Clasificación de la montaña | Clasificación de la montaña |
| Ciclista                    | Ciclista                    | Equipo                      | Puntos                      |                             |
| --------------------------- | --------------------------- | --------------------------- | --------------------------- | --------------------------- |
| 1.º                         | Nairo Quintana              | Arkéa-Samsic                | 50 pts                      |                             |
| 2.º                         | Michael Woods               | Israel Start-Up Nation      | 42 pts                      |                             |
| 3.º                         | Wout Poels                  | Bahrain Victorious          | 39 pts                      |                             |
| 4.º                         | Ben O'Connor                | AG2R Citroën Team           | 24 pts                      |                             |
| 5.º                         | Sergio Higuita              | EF Education-Nippo          | 22 pts                      |                             |
| 6.º                         | Guillaume Martin            | Cofidis                     | 14 pts                      |                             |
| 7.º                         | Matej Mohorič               | Bahrain Victorious          | 11 pts                      |                             |
| 8.º                         | Dylan Teuns                 | Bahrain Victorious          | 10 pts                      |                             |
| 9.º                         | Tadej Pogačar               | UAE Team Emirates           | 10 pts                      |                             |
| 10.º                        | Mattia Cattaneo             | Deceuninck-Quick Step       | 9 pts                       |                             |

### Clasificación del mejor joven(Maillot Blanc)
| Clasificación del mejor joven | Clasificación del mejor joven | Clasificación del mejor joven | Clasificación del mejor joven | Clasificación del mejor joven |
| Ciclista                      | Ciclista                      | Equipo                        | Tiempo                        |                               |
| ----------------------------- | ----------------------------- | ----------------------------- | ----------------------------- | ----------------------------- |
| 1.º                           | Tadej Pogačar                 | UAE Team Emirates             | 34 h 11 min 10 s              |                               |
| 2.º                           | Jonas Vingegaard              | Jumbo-Visma                   | + 5 min 32 s                  |                               |
| 3.º                           | David Gaudu                   | Groupama-FDJ                  | + 7 min 22 s                  |                               |
| 4.º                           | Aurélien Paret-Peintre        | AG2R Citroën Team             | + 11 min 54 s                 |                               |
| 5.º                           | Sergio Higuita                | EF Education-Nippo            | + 44 min 01 s                 |                               |
| 6.º                           | Valentin Madouas              | Groupama-FDJ                  | + 56 min 50 s                 |                               |
| 7.º                           | Lucas Hamilton                | BikeExchange                  | + 57 min 23 s                 |                               |
| 8.º                           | Mark Donovan                  | Team DSM                      | + 1 h 00 min 55 s             |                               |
| 9.º                           | Neilson Powless               | EF Education-Nippo            | + 1 h 10 min 43 s             |                               |
| 10.º                          | Brent Van Moer                | Lotto-Soudal                  | + 1 h 12 min 03 s             |                               |

### Clasificación por equipos(Classement par Équipe)
| Clasificación por equipos | Clasificación por equipos | Clasificación por equipos | Clasificación por equipos |
| Equipo                    | Equipo                    | Tiempo                    |                           |
| ------------------------- | ------------------------- | ------------------------- | ------------------------- |
| 1.º                       | Bahrain Victorious        | 102 h 51 min 07 s         |                           |
| 2.º                       | AG2R Citroën Team         | + 18 min 04 s             |                           |
| 3.º                       | Ineos Grenadiers          | + 27 min 33 s             |                           |
| 4.º                       | Astana-Premier Tech       | + 34 min 01 s             |                           |
| 5.º                       | EF Education-Nippo        | + 42 min 38 s             |                           |
| 6.º                       | Bora-Hansgrohe            | + 57 min 06 s             |                           |
| 7.º                       | Jumbo-Visma               | + 59 min 11 s             |                           |
| 8.º                       | UAE Team Emirates         | + 1 h 06 min 18 s         |                           |
| 9.º                       | Movistar Team             | + 1 h 13 min 13 s         |                           |
| 10.º                      | Trek-Segafredo            | + 1 h 14 min 59 s         |                           |

## Abandonos
Primož Roglič y Mathieu van der Poel no tomaron la salida; Nans Peters, Tim Merlier y Jasper De Buyst no completaron la etapa, y otros siete ciclistas llegaron fuera de control.